# Praia do Rio das Pacas
É uma praia entre a praia dos Açores e do Saquinho,localizado no sul da ilha de santa Catarina, no município brasileiro de Florianópolis, local onde as pacas eram abundantes. Cercada pelos morros, com atlântica nativa, o local faz jus ao nome devido ser cercado por morros, sendo muito procurado pelas belezas naturais e tranquilidade.
Além do mar como atração e a praia com areia bem branca há, escondida no meio das árvores, uma cachoeira que forma uma piscina natural com águas claras. O mar é normalmente bravo, por isso a preferência infantil é pelo rio das pacas que, no passado, era domínio das pacas.
É uma praia que se localiza a 31 km do centro e tem 900 metros de extensão, é boa para a prática do surf.